# 札幌市立駒岡小学校
札幌市立駒岡小学校（さっぽろしりつ こまおかしょうがっこう）は、北海道札幌市南区真駒内の駒岡地区にある公立小学校である。
札幌市内に4校ある小規模特認校の一つであり、約1ヘクタールの学校林と精進川に囲まれた自然環境を活かした教育を行っている。

## 概要
札幌市立駒岡小学校は、札幌市南区の外れに位置し、1977年（昭和52年）から小規模特認校となっている。学区内在住の児童が優先されるが、市内全域からの入学が可能。職員数は15名で、学級数は6学級。一学年1学級で、各学級の定員は20名。
学校敷地のすぐ横には精進川が流れ、ヤマメやドジョウが生息する。約1haの学校林（こまおかの森）を有し、児童一人ひとりに割り当てられた「マイツリー」がある。生活科や総合的な学習の時間に学校林や精進川、屋上ビオトープを活用し、自然を活かした特色ある学習を行っている。
全校宿泊が年2回あり、5年生は道民の森で宿泊学習を実施。少人数制を活かし、自然体験を重視した教育を行っている。全校児童が「こまおか緑の少年団」に加入し、学校林での体験活動などに取り組んでいる。
また、陶芸家の中村裕を中心に、同校のOB（卒業生）や地域のボランティアで構成される7年1組という組織があり、学校活動を支える役割を果たしている。

## 通学区域
出典
- 真駒内127番地～198番地
- 真駒内199番地1、18、20～23、26
- 真駒内200番地～205番地
- 真駒内206番地1、6
- 真駒内207番地～213番地
- 真駒内599番地～610番地
- 真駒内615番地
- 真駒内618番地～619番地
- 真駒内622番地～654番地
- 真駒内657番地～658番地
- 真駒内683番地

## 受賞
- 昭和59年 - 学研教育賞受賞[7]
- 昭和62年 - 学校林活動全国コンクール準特選受賞
- 平成16年 - 学校体育優秀校表彰受賞
- 平成21年 - 校舎の屋上緑化プランが、緑の環境デザイン賞の「国土交通大臣賞」を受賞。（財団法人都市緑化機構と第一生命保険株式会社が共催）[8]
- 令和4年 - 第13回前田一歩園財団ジュニア自然環境賞を受賞[9]。
- 令和4年 - 全国緑の少年団連盟みどりの奨励賞を受賞。
- 令和5年 - 北海道社会貢献賞を受賞。学校林を活用した6年間にわたる体験型教育活動が高く評価された[10]。
- 令和5年 - 屋上・壁面緑化技術コンクール都市緑化機構会長賞を受賞[11]。